# Léon Level
Léon Level (Hédouville, Val-d'Oise, Illa de França, 12 de juliol de 1910 - París, 26 de març de 1949) va ser un ciclista francès que fou professional entre 1932 i 1947. Al llarg de la seva carrera esportiva aconseguí una desena de victòries, destacant entret totes una etapa del Tour de França de 1936.

## Palmarès
- 1933
  - Vencedor d'una etapa al Gran Premi Wolber
- 1935
  - 1r de la París-Contres
  - 1r de la Polymultipliée
  - 1r del Circuit del Mont Blanc
  - Vencedor d'una etapa a la Volta a Suïssa
- 1936
  - Vencedor d'una etapa al Tour de França
- 1938
  - 1r a Boussac
  - 1r de la Lousana-Ginebra
  - Vencedor d'una etapa a la Volta al Marroc
  - Vencedor d'una etapa a la Volta a Alemanya
- 1942
  - Vencedor d'una etapa del Circuit de França

### Resultats al Tour de França
- 1933. 7è de la classificació general
- 1934. 21è de la classificació general
- 1936. 10è de la classificació general i vencedor d'una etapa

### Resultats al Giro d'Itàlia
- 1935. 24è de la classificació general